# Sankt Georgen am Walde
Sankt Georgen am Walde település Ausztriában, Felső-Ausztria tartományban, a Pergi járásban. Tengerszint feletti magassága 787 méter, területe 53,55 km².

## Elhelyezkedése
Sankt Georgen am Walde Königswiesen, Altmelon, Bärnkopf, Dorfstetten, Dimbach és Pabneukirchen településekkel határos.

## Népesség
| 2016 | 2 047 |
| 2018 | 2 006 |